# Odyssee

Odysseus en de sirenen, door Waterhouse, 1891.

De Odyssee (Grieks: Ὀδύσσεια) is een episch dichtwerk van de Griekse dichter Homeros, die daarnaast ook  de Ilias schreef. Het werk is waarschijnlijk rond 800 v.Chr. opgeschreven. De ca. 12.000 versregels zijn ingedeeld in 24 boeken, genummerd met Griekse kleine letters α (alpha) t/m ω (omega). Het epos gaat voor een belangrijk deel over de zwerftocht van de held Odysseus na afloop van de Trojaanse Oorlog en zijn thuiskomst op het eiland Ithaka. Het is een gedicht in dactylische hexameters.
De beroemde beginregels luiden aldus:
Ἄνδρα μοι ἔννεπε, Μοῦσα, πολύτροπον, ὃς μάλα πολλὰ
πλάγχθη, ἐπεὶ Τροίης ἱερὸν πτολίεθρον ἔπερσε.
Bezing mij, o Muze, de vindingrijke man, die zeer veel
rondzwierf, nadat hij de heilige stede van Troje verwoest had.

## Inhoud
In de 'Ilias' vertelde Homeros over een fase uit het tiende en laatste jaar van de Trojaanse Oorlog. In de Odyssee gaat het over de laatste 41 dagen van de eveneens tien jaren durende omzwervingen van de held Odysseus - de bedenker van de list met "het paard van Troje" - die zich de haat van de zeegod Poseidon op de hals heeft gehaald. De godin Athena blijft hem echter wel steunen: zij stelt alles in het werk om Odysseus een behouden thuiskomst te bezorgen.
De Odyssee begint in mediis rebus: op de Olympos vraagt Athena haar vader Zeus of er eindelijk een einde mag komen aan de omzwervingen van Odysseus. Deze verblijft dan al een aantal jaren tegen zijn zin bij de zeenimf Kalypso. Zeus stemt toe en Hermes wordt naar Kalypso gestuurd. Athena zelf vertrekt echter naar Ithaka, waar ze Odysseus' zoon Telemachos aanspoort om een reis te maken met het doel meer over zijn vader te weten te komen. Tijdens dit bezoek worden we ook op de hoogte gesteld van de erbarmelijke situatie op Ithaka. Odysseus' paleis wordt overspoeld door de zogenaamde vrijers: adellijke lieden die in de hoop dat Odysseus nooit meer terug zal keren naar de hand van diens vrouw Penelope dingen. Deze vrijers gedragen zich als bijzonder slechte gasten: ze verteren vele voorraden aan wijn en voedsel die zich in het paleis bevinden.
De eerste vier boeken van de Odyssee zijn gewijd aan Telemachos' reis langs oude vrienden van zijn vader. Deze boeken worden samen ook wel de "Telemachie" genoemd. Door deze bezoeken krijgt Telemachos (en via Telemachos dus ook de lezer) inzicht in het karakter van Odysseus en zijn daden tijdens de Trojaanse Oorlog.
In het vijfde boek verschijnt Odysseus zelf pas voor het eerst ten tonele. Na zijn door de goden gelaste vertrek bij Kalypso belandt Odysseus opnieuw in een storm die Poseidon op hem afstuurt. Hij spoelt meer dood dan levend aan op Scheria, het eiland van de Phaiaken. Hier wordt hij vriendelijk ontvangen door hun koning Alkinoos en moet, nadat hij zichtbaar ontroerd raakt door een lied over het houten paard, zijn identiteit wel aan zijn gastheer prijsgeven. Wat volgt is het eerste lange ik-verhaal in de literatuur: in de vorm van een flashback vertelt Odysseus de Phaiaken over zijn avonturen na het vertrek uit Troje. In boek negen t/m twaalf wordt over de beroemde avonturen met onder meer de cycloop Polyphemus en de tovenares Circe verhaald.
Al die tijd wacht Penelope, Odysseus' vrouw, op de thuiskomst van haar man, terwijl zij door vele '"vrijers"' belaagd wordt (ze hadden allemaal een zeer gewelddadig verleden).
De Phaiaken brengen Odysseus terug naar Ithaka, waar een paar dagen later ook zijn zoon Telemachos terugkeert. Vader en zoon herkennen elkaar in de hut van de zwijnenhoeder Eumaios en samen weten zij de vrijers te overwinnen en te doden. Na een scheiding van 20 jaar worden Odysseus en Penelope herenigd.

## De dichter
Er wordt weleens betwijfeld of de Odyssee van dezelfde dichter is als de Ilias. De Odyssee vertoont namelijk enkele historische en taalkundige verschijnselen die erop kunnen wijzen dat hij een halve eeuw jonger is dan de Ilias. De Ilias en de Odyssee zijn sowieso door eeuwen van mondelinge overdracht aangegroeid en aangepast en zijn in feite het product van vele generaties dichters die de werken aan elkaar doorverteld hebben. In hoeverre de versies van de Ilias en de Odyssee die wij kennen beide door één dichter met de naam Homeros zijn gemaakt, is niet meer goed uit te maken. In ieder geval werden in de oudheid beide werken op zijn naam geschreven.

## Structuur van de Odyssee
- A - De "Telemachie":
  - boek I - Godenvergadering op de Olympos: ze besluiten dat Odysseus naar Ithaka mag terugkeren
  - boek II - Op aanraden van Athena gaat Odysseus' zoon Telemachos op onderzoek naar zijn vader
  - boek III - Telemachos in Pylos, bij koning Nestor
  - boek IV - Telemachos in Sparta, bij Menelaos en Helena; aankomst en bedreiging thuis in Ithaka
- B - Odysseus bij de Faiaken:
  - a) Onthaal bij de Faiaken
    - boek V - Odysseus vertrekt van het eiland van de nimf Kalypso, die hem jarenlang heeft weerhouden; een storm breekt uit
    - boek VI - Odysseus' aankomst bij de Faiaken; door tussenkomst van Athena gastvrij onthaald door Nausikaä
    - boek VII - Feestmaal bij de Faiaken
    - boek VIII - Spelen bij de Faiaken

  - b) Odysseus vertelt zijn avonturen (in flash-back ofwel retrospectie)
    - boek IX - De Lotofagen (Lotuseters); de Cycloop
    - boek X - Aiolos; de Laistrygonen; Kirkè
    - boek XI - "Nekuïa": in de Onderwereld
    - boek XII - De Sirene; de runderen van Helios; bij Kalypso
- C - Odysseus weer op Ithaka:
  - a) Odysseus' aankomst op Ithaka
    - boek XIII - Aankomst op Ithaka; Odysseus als bedelaar vermomd door Athena
    - boek XIV - Bij de zwijnenhoeder Eumaios
    - boek XV - Telemachos keert terug op Ithaka
    - boek XVI - Odysseus en Telemachos smeden een plan om de "vrijers" te doden

  - b) Aankomst in het paleis
    - boek XVII - Odysseus, nog steeds als bedelaar vermomd, treedt zijn paleis binnen; zijn oude hond Argos herkent hem en sterft
    - boek XVIII - De bedelaar (= Odysseus) wordt door de feestvierende menigte vrijers beledigd
    - boek XIX - Zonder zich bekend te maken voorspelt Odysseus aan zijn vrouw Penelope de naderende thuiskomst van haar man; hij wordt herkend door zijn oude voedster Eurykleia.
    - boek XX - Het feest van de vrijers bereikt zijn hoogtepunt

  - c) De vergelding en het weerzien
    - boek XXI - Penelope belooft diegene te huwen die de boog van Odysseus kan spannen; geen van de vrijers slaagt daarin; de bedelaar (= Odysseus) spant de boog
    - boek XXII - Odysseus maakt zich bekend en neemt wraak; de vrijers gedood
    - boek XXIII - Penelope en Odysseus herenigd
    - boek XXIV - Ook de oude Laërtes herkent zijn zoon; verzoening met de familie van de vrijers, dankzij de godin Athena

## Interpretatie
De opeenvolging van vele avonturen in de Odyssee verwijst mogelijk naar een onderliggende gedachte en/of moraal. Het hoofdmotief is allicht de zoektocht van Odysseus naar zichzelf, en Penelope is daarbij de verpersoonlijking van zijn vroegere geluk en geborgenheid. De expeditie naar Troje betekende voor Odysseus een weggroeien van zichzelf in over-activiteit en sociale verplichtingen, in een wereld van macht, geweld en eigenbelang. Met de inname van Troje was het grote doel bereikt, maar precies daarom ontstond de crisis: het terugvallen op zichzelf, en het ontdekken van leegte en afstand. Tijdens de terugreis wordt Odysseus geleidelijk gezuiverd van alle uiterlijke, vooral materiële bindingen (rijkdom, macht, vrienden...). Alle naar buiten gerichte gevoelens, zoals angst en verlangen, verdwijnen langzaam, en maken plaats voor de rustige zekerheid van de thuiskomst in zichzelf...

## Navolgingen van deOdyssee
De Romeinse dichter Vergilius schreef (mogelijk in overleg met de historicus Titus Livius) veel later een Latijns epos dat gedeeltelijk door de Odyssee geïnspireerd is: de Aeneïs, waarin de omzwervingen van de Trojaanse held Aeneas na de Val van Troje worden beschreven.
De Ierse schrijver James Joyce baseerde zijn meesterwerk Ulysses op de Odyssee. Het boek beschrijft een dag uit het leven van Leopold Bloom en Stephen Dedalus. Elk hoofdstuk is gebaseerd op een hoofdstuk uit de Odyssee.
De film "Oh Brother, Where Art Thou?" van de gebroeders Joel en Ethan Coen is eveneens losjes gebaseerd op de Odyssee. Het vertelt het verhaal van drie ontsnapte gevangenen, die op hun weg avonturen meemaken die verwijzen naar de avonturen van Odysseus.
De zanger Nick Cave refereert in zijn werken, zowel direct als indirect, meerdere malen naar de avonturen in Odyssee.

## Nederlandse vertalingen en bewerkingen

### Vertalingen
- Dirck Volkertsz. Coornhert (1561, 1609). Vertaling uit het Latijn in berijmde rederijkersverzen met vijf heffingen.
- G.V.S. (1651). Prozavertaling.
- Koenraet Droste (1721). De Odyssea van Homerus. Rotterdam, de Vries. Berijmde alexandrijnen.
- Jan van 's Gravenweert (1823, 24). Berijmde alexandrijnen.
- Carel Vosmaer (1889). De Odussee van Homeros. Leiden, Sijthoff. Vertaald in hexameters.
- Willem Gerard van der Weerd (1901). Prozavertaling.
- Aegidius W. Timmerman (1934). Metrische vertaling in hexameters.
- P.C. Boutens (1937). Haarlem, Bohn-Enschedé. In hexameters.
- M.A. Schwartz (1956). Homerus, Odyssee. Vaak herdrukte prozavertaling. Voor deze vertaling is de oorspronkelijke dichtvorm (de dactylische hexameter) losgelaten ten behoeve van de toegankelijkheid, en deze vertaling is dan ook in proza bedoeld.
- Frans van Oldenburg Ermke (1959) Homeros: Ilias en Odyssea. Tekstgetrouwe prozavertaling van beide verhalen.
- Jan van Gelder (1959). De terugkeer van Odysseus. Den Haag, Bakker-Daamen
- H.J. de Roy van Zuydewijn (1992). Odyssee, de terugkeer van Odysseus. Ingeleid en vertaald in Nederlandse hexameters. De Arbeiderspers ISBN 90-295-2057-4
- Imme Dros (1991) Odysseia: de reizen van Odysseus. Een metrische vertaling van de Odyssee ISBN 90-253-2052-X
- Patrick Lateur (2016). Homerus, Odyssee. Een zwerver komt thuis, vertaald in vijfvoetige jamben. Athenaeum - Polak & Van Gennep, Amsterdam, 2016.
- Imme Dros (2016). Odysseia: de reizen van Odysseus. Grondig herziene vertaling van de versie uit 1991. Uitgeverij Van Oorschot.

### Gedeeltelijke vertalingen
- Nico van Suchtelen (1930). Prozavertaling van boek 1 en boek 5-13.

- Wolter Everard Johan Kuiper (1949). Gedeeltelijke vertaling in hexameters.
- Bertus Aafjes (1965). Een goed leesbare bewerking/vertaling gemaakt in de jambische pentameter, uitgegeven samen met het reisboek Dooltocht van een Griekse held door Meulenhoff Amsterdam.

#### Bewerkingen
- Evert Hartman (1994). De vloek van Polyfemos: de avonturen van Odysseus. Een kinderversie. Uitgegeven bij Lemniscaat.
- Imme Dros (1994). Odysseus: een man van verhalen. Een Zilveren Griffel in 1995. Een vertaling en bewerking van de Odyssee van Homerus ISBN 90-214-6036-X.
- Simon van der Geest (2011). Dissus. De jeugdpoëziebundel is een typische postmoderne bewerking van de klassieke Odyssee en kent verwijzingen naar het origineel, en eveneens parodiërende elementen. Het kinderboek werd geïllustreerd door Jan Jutte en ontving een Gouden Griffel.